# نانسي فلمنج
نانسي فلمنج (بالإنجليزية: Nancy Fleming)‏ هي عارضة أمريكية، ولدت في 20 مايو 1942 في ميشيغان في الولايات المتحدة.

## وصلات خارجية
- نانسي فلمنج على موقع IMDb (الإنجليزية)